# Nishio Tadaatsu
Nishio Tadaatsu est un nom japonais traditionnel ; le nom de famille (ou le nom d'école), Nishio, précède donc le prénom (ou le nom d'artiste).
Viscount Nishio Tadaatsu (西尾 忠篤) (16 juin 1850 - 5 novembre 1910) est le dernier daimyō du domaine de Yokosuka dans la province de Tōtōmi à la fin de l'époque d'Edo de l'histoire du Japon, ainsi que le premier (et unique) daimyō du domaine de Hanabusa dans la province d'Awa au cours des premières années de l'ère Meiji.
Tadaatsu est le fils de Nishio Tadasaka, 7e daimyō du domaine de Yokosuka. Sa mère est une fille de Toki Yorinobu, daimyō du domaine de Numata dans la province de Kōzuke. Il devient daimyō de Yokosuka et chef du clan Nishio à la mort de son père en 1861.
Durant la guerre de Boshin de la restauration de Meiji, les obligés de Tadaatsu sont divisés quant à savoir si le domaine doit ou non continuer à soutenir le shogunat ou unir ses forces avec l'alliance Satchō à l'appui du nouveau gouvernement impérial. Grâce à la persuasion de Yaso Tomiho et Aoyama Zen'ichirō, les éléments pro-shogunat de Yokosuka abandonnent leurs objections et le domaine de Yokosuka se soumet paisiblement à l'armée impériale. Comme geste de loyauté, le domaine contribue par l'envoi de forces à l'aide du nouveau gouvernement dans sa répression des partisans pro-Tokugawa qui résistent dans le nord du Japon. En 1868, en raison de l'entrée de Tokugawa Iesato dans la région de Tōkaidō en tant que daimyō du domaine de Sunpu nouvellement créé, Tadaatsu est transféré au domaine de Hanabusa dans la province d'Awa. Tadaatsu gouverne Hanabusa en tant que  daimyō jusqu'en 1869, lorsqu'il est nommé han chiji (gouverneur domanial). Il quitte finalement Hanabusa après l'abolition des domaines en 1871 et s'installe à Tokyo. Il est plus tard fait vicomte dans le cadre du nouveau système nobiliaire kazoku mis en place par le gouvernement de Meiji.
Tadaatsu est marié à une fille de Matsudaira Chikayoshi, daimyō du domaine de Kitsuki dans la province de Chikugo, et a deux filles mais pas d'héritier mâle.
Tadaatsu décède en 1910 à l'âge de 60 ans. Sa tombe se trouve au Myogon-ji à Ageo dans la préfecture de Saitama.

## Source de la traduction
- (en) Cet article est partiellement ou en totalité issu de l’article de Wikipédia en anglais intitulé « Nishio Tadaatsu » (voir la liste des auteurs).